# Каир
Каи́р (араб. القاهرة‎, Эль-Ка́хира [ælˈqɑːhɪɾɑ] прослушатьо файле «победоносная», копт. Ⲕⲁϣⲣⲱⲙⲓ [kɑʃˈɾoːmi] «сокрушитель людей») — столица Египта. Крупнейший город Ближнего Востока и третий по величине город Африки, после Лагоса и Киншасы (без учёта агломерации). Крупнейший арабоязычный город мира.
Всемирно известные египетские пирамиды находятся на окраине Гизы, юго-западного пригорода Каира. С основной частью города Гизу связывает окружная автомобильная дорога и шоссе Аль-Ахрам (Пирамидное шоссе). В настоящее время городская застройка подошла вплотную к плато Гиза — ближайший дом находится всего лишь в 200 метрах от Большого сфинкса.
В Каире находится самый большой музей в мире — Большой Египетский музей.

## Этимология
На месте современного города находилось древнее селение, получившее в VII веке арабское название Эль-Фустат «шатёр» (построенная в селении в 642 году первая мечеть по внешнему виду походила на шатёр). В 969 году был основан город, получивший название Миср-эль-Ка́хир, где Миср — древнее семитское название Египта, Ка́хир «крепость», а также «непреодолимый, победитель, побеждающий» — очевидно, таким виделся город его современникам, связывавшим это название по одной из версий с переносом в Каир столицы Фатимидского халифата четвёртым халифом Аль-Муиззом Лидиниллахом из города Махди́и в современном Тунисе, по другой версии, связанной с астрологией, с восхождением Марса при основании города (араб. النجم القاهر‎ [æn nɑːjm æl ˈqɑːhɪɾ] эн-Наджм эль-Ка́хир «звезда завоевателей»).
Существует несколько коптских названий города. Наиболее часто встречающееся, Кашро́ми (копт. ⲕⲁϣⲣⲱⲙⲓ [kɑʃˈɾoːmi]), впервые встречается в 1211 году в «Хронике мученичества Иоанна Фаниджойтского», означающее «сокрушитель людей» (от копт. ⲕⲁϣ «ломать», и копт. ⲣⲱⲙⲓ «человек»), является калькой араб. القاهرة‎ [ælˈqɑːhɪɾɑ] — производного от араб. قَصْر الرُوم‎ [qɑːsˤɾ ær ruːm] «Римский замок», другого названия Вавилона Египетского в Старом Каире. Название Хайрон (копт. Ⲭⲁⲓⲣⲟⲛ) засвидетельствовано в «Житии Верены Фивейской» (копт. Ⲡⲓⲫⲓⲣⲓ ⲛⲧⲉ ϯⲁⲅⲓⲁ ⲙⲙⲏⲓ Ⲃⲉⲣⲏⲛⲁ) на бохайрском диалекте. Лию́й (копт. Ⲗⲓⲟⲩⲓ [lɪˈjuːj]), или Элью́й (копт. Ⲉⲗⲓⲟⲩⲓ [ælˈjuːj]) — другое название, происходящее от греческого названия города Гелиополя (греч. Ήλιούπολις). Реже встречаются Ми́страм (копт. Ⲙⲓⲥⲧⲣⲁⲙ [ˈmɪs.təɾɑm]) или Ни́страм (копт. Ⲛⲓⲥⲧⲣⲁⲙ [ˈnɪs.təɾɑm]), первоначально обозначавшие столицу Аббасидского халифата Эль-А́скер (араб. العسكر‎) на месте современного Старого Каира. Кахи́ри (копт. Ⲕⲁϩⲓⲣⲏ [kaˈhiːri]), Кайро́н (копт. Ⲕⲁⲓⲣⲟⲛ [kaj.ˈroːn]) и Кахи́ра (копт. Ⲕⲁϩⲓⲣⲁ [kaˈhiːra]) — популярные современные коптские варианты арабского названия города, которые, по современной народной этимологии, означают «страна солнца». Некоторые утверждают, что это было название древнего поселения, на месте которого был построен Каир, что довольно сомнительно, поскольку это название не засвидетельствовано ни в одном иероглифическом, иератическом или демотическом источнике, хотя некоторые исследователи — такие как Пол Казанова — рассматривают его как законную теорию. Каир также иногда упоминается как Хеми (копт. Ⲭⲏⲙⲓ [ˈkɪ.mi]) или Гиптос (копт. Ⲅⲩⲡⲧⲟⲥ [ˈɡɪp.dos]), что означает «Египет» на коптском языке, точно так же, как в египетском диалекте арабского языка.
В Египте распространены и неформальные названия Каира: Маср (масри مَصر [mɑsˤɾ], аналогично самоназванию страны (Миср)), Ке́йро (масри كايرو [ˈkæjɾo], но используется только среди жителей Александрии).

## География
Каир стоит по обоим берегам реки Нил в северной части Египта, непосредственно к северу от места, где река вытекает из долины, окружённой пустыней и разбивается на рукава, образуя дельту Нила. К юго-западу, сливаясь с Каиром, к нему примыкает Гиза.
Старый Каир находится на восточном берегу реки. Эта часть города очень разнообразна: на протяжении веков она застраивалась беспорядочно, здесь находятся узкие улочки и перенаселённые многоквартирные постройки. Если в западном Каире находятся преимущественно правительственные здания и современные архитектурные постройки, то в восточной части находятся сотни старых мечетей, а также главная башня, которая может служить ориентиром.
Город разрастается к западу, захватывая сельскохозяйственные земли, примыкающие к Нилу. Ещё в середине XIX века египетским правителем Исмаилом-Пашой в западных районах была устроена застройка по образцу Парижа. Здесь имеются широкие бульвары и несколько относительно небольших парков.
В черте Каира посреди Нила расположились остров Рода со старейшими в стране мусульманскими постройками, дворцом Маниал, госпиталем Каирского университета и ниломером и тихий зелёный остров Гезира (Замалек), где находятся дорогие частные виллы, многие посольства и представительства иностранных компаний, современные постройки и несколько пятизвёздочных гостиниц.
В 1904 году в десяти километрах к северо-востоку от Каира европейцами был построен пригород Гелиополис, отличительной особенностью которого является уникальный архитектурный стиль. В 1953 году Гелиополис фактически сросся с растущим Каиром.

## Климат
Каир расположен на широте примерно 30 градусов к северу от экватора и находится на южной границе субтропического пояса. Похожий климат по режиму температур имеет Лос-Анджелес, однако, осадков в Каире выпадает значительно меньше. Зима в городе тёплая, лето — жаркое, температура нередко превышает 40 °C. Днём зимой температура обычно превышает 20 °C, ночью холодает до 10 °C, в отдельные ночи — до 5 °C , изредка бывают почвенные заморозки.
Поскольку город находится близ пустыни Сахары, осадки выпадают очень редко (климат засушливый), но если уж выпадают, то очень интенсивно, иногда вызывая наводнения. За год в среднем выпадает 24 мм осадков, что делает столицу Египта одним из наиболее сухих крупных городов мира.
| Показатель                    | Янв. | Фев. | Март | Апр. | Май  | Июнь | Июль | Авг. | Сен. | Окт. | Нояб. | Дек. | Год  |
| ----------------------------- | ---- | ---- | ---- | ---- | ---- | ---- | ---- | ---- | ---- | ---- | ----- | ---- | ---- |
| Абсолютный максимум, °C       | 31   | 34,2 | 37,9 | 43,2 | 47,8 | 46,4 | 42,6 | 43,4 | 43,7 | 41   | 37,4  | 30,2 | 47,8 |
| Средний суточный максимум, °C | 18,9 | 20,4 | 23,5 | 28,3 | 32   | 33,9 | 34,7 | 34,2 | 32,6 | 29,2 | 24,8  | 20,3 | 27,7 |
| Средняя температура, °C       | 14   | 15,1 | 17,6 | 21,5 | 24,9 | 27   | 28,4 | 28,2 | 26,6 | 23,3 | 19,5  | 15,4 | 21,8 |
| Средний суточный минимум, °C  | 9    | 9,7  | 11,6 | 14,6 | 17,7 | 20,1 | 22   | 22,1 | 20,5 | 17,4 | 14,1  | 10,4 | 15,8 |
| Абсолютный минимум, °C        | 1,2  | 3,6  | 5    | 7,6  | 12,3 | 16   | 18,2 | 19   | 14,5 | 12,3 | 5,2   | 3    | 1,2  |
| Норма осадков, мм             | 5,0  | 3,8  | 3,8  | 1,1  | 0,5  | 0,1  | 0    | 0    | 0    | 0,7  | 3,8   | 5,9  | 24,7 |
| Средняя влажность, %          | 59   | 54   | 53   | 47   | 46   | 49   | 58   | 61   | 60   | 60   | 61    | 61   | 56   |
| Источник: Погода и климат     |      |      |      |      |      |      |      |      |      |      |       |      |      |

## Население
Население Каира быстро росло в течение последних десятилетий. Сейчас здесь проживает вдвое больше людей, чем в середине 1960-х годов. Одними из причин этого являются высокий уровень рождаемости и приток населения из сельских регионов. Из-за быстрого роста населения города рядом с ним образовалось несколько городов-спутников.
Из-за того, что границы города не расширялись, рост численности населения в нём несколько ослаб. Многие предпочитают жить в ближайших пригородах Каира, суммарное население которых примерно равно населению самого города. По данным на 2009 год население составляло 8 026 454 человек в самом городе и 17 856 000 человек в агломерации (2009 год, оценка). В следующей таблице показано число жителей, соответствующее определённому году. До 1877 года приведены оценки населения, с 1882 по 2006 годы — результаты переписи населения, 2008 и 2009 годы — результаты расчётов. Учтено только население города Каира, агломерация в расчёт не принималась.
| 1800       | 1859       | 1865       | 1870       | 1877       | 1882       | 1897       |
| ---------- | ---------- | ---------- | ---------- | ---------- | ---------- | ---------- |
| 200 000    | ↗254 000   | ↗282 300   | ↗313 400   | ↗327 500   | ↗374 838   | ↗570 062   |
| 1904       | 1907       | 1917       | 1927       | 1937       | 1947       | 1960       |
| ↗624 000   | ↗654 476   | ↗790 939   | ↗1 059 800 | ↗1 312 096 | ↗2 090 654 | ↗3 349 000 |
| 1966       | 1976       | 1986       | 1996       | 2006       | 2008       | 2009       |
| ↗4 219 900 | ↗5 084 463 | ↗6 052 836 | ↗6 789 479 | ↗7 740 018 | ↗7 947 121 | ↗8 026 454 |
| 2018       | 2018       |            |            |            |            |            |
| ↗9 606 916 | ↘9 293 612 |            |            |            |            |            |

## Легенды об основании города

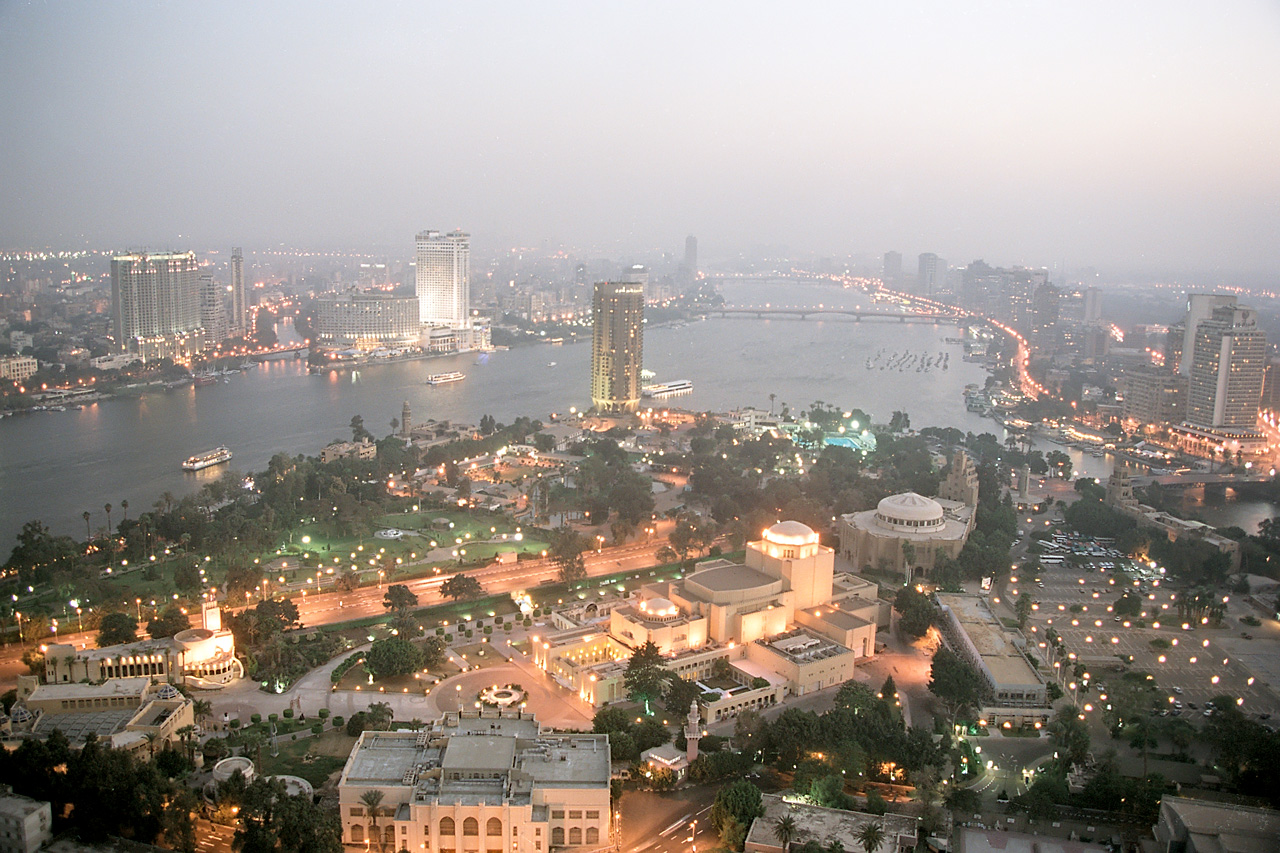
Каир в октябре 2004 года, вид с Каирской телебашни в сторону южной оконечности Гезиры.

«Гаухар… сам разметил участок, по углам его установили столбы, между ними натянули канаты, определявшие периметр будущих стен. Вдоль всех канатов расставили сотни рабочих, готовых по особому сигналу начать копать землю. Сигналом должен был послужить звон крошечных колокольчиков, развешанных на канатах, но для этого требовалось определённое благоприятное сочетание планет и звёзд, за которыми следили астрологи. В момент, когда все в напряжении ожидали приказа астрологов, колокольчики вдруг зазвонили сами: оказалось, на канат уселся ворон. И рабочие бросились лопатами копать землю. Так фундамент города был заложен до наступления благодатного момента, что привело в ужас астрологов. — Аль-Кахира (Марс) восходит! — кричали астрологи. Они утверждали, что это зловещее предзнаменование, что, вероятно, османы нападут и захватят город. Но исправить положение уже было нельзя, и в результате этого инцидента город назвали аль-Кахира, а не аль-Мансурия (Победоносный), как намечалось ранее».
«Город был построен полководцем греческого происхождения из ближневосточного государства Фатимидов по имени Джаухар ас-Сакали. Он решил построить крепость, в которой, если бы случилась нужда, люди могли бы найти убежище и выдержать нападение врагов. И вот он приказал выстроить окружённый стеной город, в котором для его защиты постоянно держал одного из самых верных своих людей с частью своего войска. Он назвал город Аль-Каира. Впоследствии Европа стала называть его Каиром».

## История

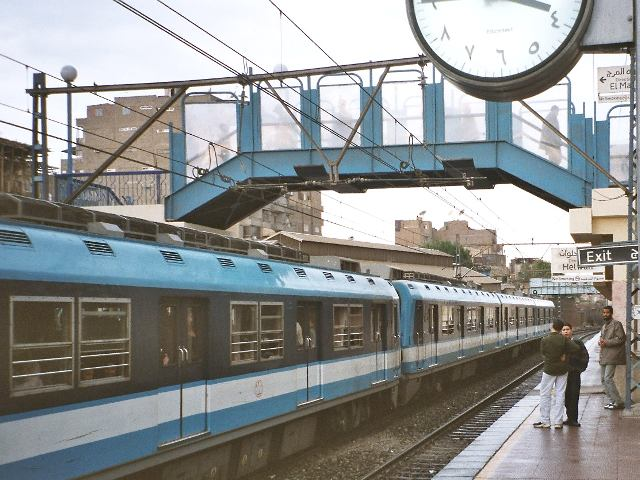
Станция метро «Мар-Гиргис»

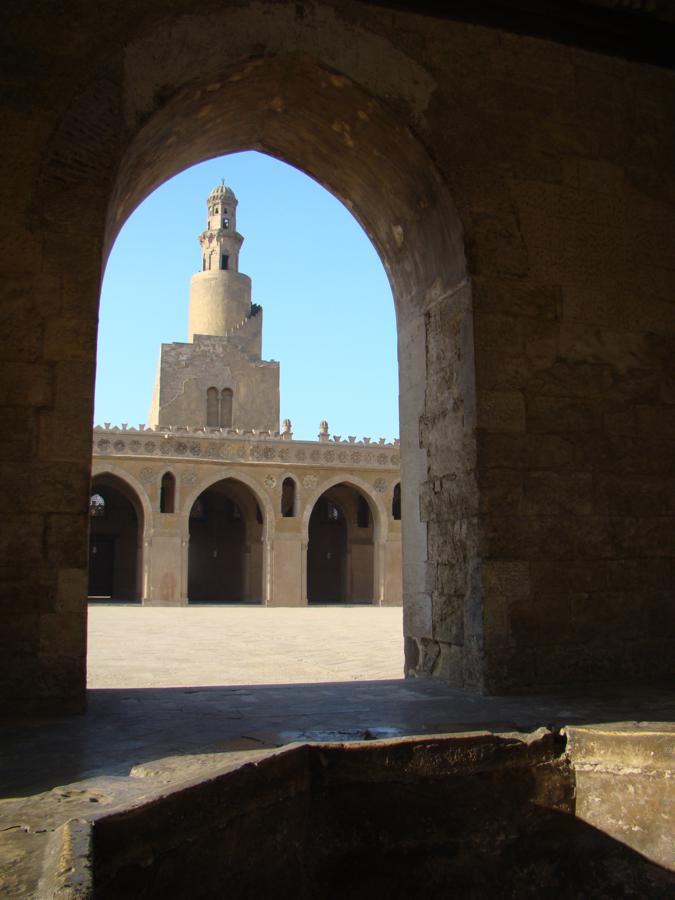
Мечеть Ибн Тулун

- 640 год — арабское завоевание Египта.
- 642 год — основание арабским военачальником Амр ибн ал-Асом Фустата. В настоящее время остатки Фустата можно увидеть около станции метро «Мар-Гиргис».
- 868 год — назначение Ахмада ибн Тулуна наместником Египта. При нём Египет становится фактически независимым владением.
- 870 год — строительство новой столицы Египта, ал-Катаи`, недалеко от Фустата (в черте современного Каира).
- 876—879 года — строительство мечети Ибн Тулуна. До сих пор является одной из основных достопримечательностей Каира.
- 969 год — Фатимиды завоёвывают Египет. Основание Каира.
- 972 год — возведение аль-Азхара, создание древнейшего из существующих ныне университетов мира.
- 996—1021 года — правление фатимидского халифа аль-Хакима. Интенсивное монументальное строительство в Каире.
- 1036—1094 года — правление фатимидского халифа Мустансира. Тяжёлый экономический, политический и социальный кризис в городе и стране.
- 1073—1094 года — реальная власть оказывается в руках везиря Бадра ал-Джамали. Стабилизация экономического, политического и социального положения в городе и стране.
- 15 июля 1099 год — крестоносцы захватывают Иерусалим и оказываются вблизи египетских границ.
- 1176 год — возведение Каирской цитадели Саладином.
- 1250 год — мамлюкам (рабам, из которых формируются военные отряды) удаётся захватить власть в Каире и Египте. Первым мамлюкским султаном становится Айбек. Новая элита рекрутируется прежним способом: в Золотой Орде продолжают закупаться рабы для формирования правящей мамлюкской квазикасты. Известно две династии мамлюкских султанов: Бахриты (тюрки) (1250—1382) и Бурджиты («черкесы»-кавказцы) (1382—1517).
- 1284 год — открытие больницы Мансури, рассчитанной на 8 тысяч человек, в которой были мужские и женские отделения, а размещение больных происходило в соответствии с их заболеваниями[16].
- 1302 год — землетрясение в Каире.
- 1347 год — начало «Чёрной смерти», катастрофической эпидемии чумы, нанёсший сокрушительный удар по населению и экономике города и страны. Несмотря на кризис, мамлюкские султаны продолжали в Каире интенсивное монументальное строительство.
- 1356—1362 года — строительство мечети султана Хасана.
- 1511 год — строительство Хан ал-Халили.
- 22 января 1517 год — разгром османскими войсками мамлюков в сражении при Ридваниййи (пригород Каира).
- 1517—1914 года — Египет в составе Турции. Им правят турецкие наместники — паши.
- 24 июля 1798 год — Вступление армии Наполеона в Каир.
- сентябрь 1801 год — уход наполеоновской армии из Египта.
- 1805 год — приход к власти паши Мухаммада Али, номинально признававшего власть турецких султанов.

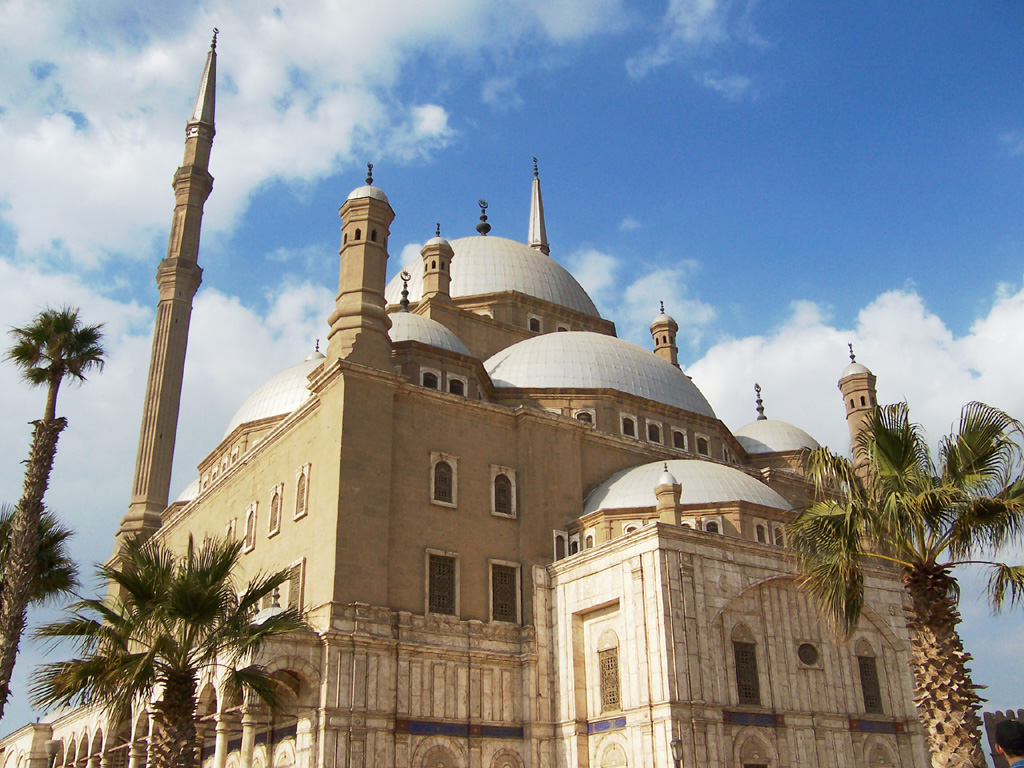
Мечеть Мухаммада Али в каирской Цитадели

- 1811 год — избиение мамлюков в Каирской Цитадели.
- 1854 год — Александрия была соединена с Каиром железнодорожной линией, это была первая железная дорога на африканском континенте.
- 1858 год — основание О. Мариеттом Булакского (ныне — Египетского) музея.
- 1881 год — основание Музея исламского искусства.
- 1881—1882 года — восстание Ахмада Ораби-Паши.
- 1882 год — английская оккупация при формальном сохранении прав Турции на эту территорию.
- 1902 год — открытие нового здания Каирского египетского музея на площади Тахрир.
- 1908 год — основание Каирского университета, первого египетского университета современного типа.
- 1908 год — основание Коптского музея.
- 1919 год, март-апрель — восстание в Каире против английских властей.
- 1945 год — открытие Каирского международного аэропорта.
- 1955 год — принят Генеральный план реконструкции Каира.
- 1987 год — открытие первой линии Каирского метрополитена.

## Экономика
Уже в самом начале своей истории Каир был важным торговым центром, благодаря его удобному расположению на пересечении торговых путей из южной Европы, западной Африки и Африки южнее Сахары. Ныне Каир также является одним из важнейших деловых центров Ближнего Востока, здесь расположены штаб-квартиры многих корпораций и коммерческих организаций. Город является главным издательским центром на Ближнем Востоке.
Крупнейшим сектором экономики является государственный, в частности, это органы государственной власти и военная промышленность. Около трети промышленных предприятий Египта расположены в районе Каира. Наиболее важными отраслями производства являются обработка металлов, цементная и полиграфическая промышленность, производство мебели, обуви, табачных изделий и текстиля.
В Большом Каире организован крупный современный научно-производственный центр компьютерных и телекоммуникационных технологий «Умная деревня», аналог американской Кремниевой долины и российского Сколково.
Кроме того, первостепенное значение имеет туризм. Большой Каир является туристическим центром страны и её крупнейшим источником иностранной валюты.
На окраине есть необычный квартал известный как Город мусорщиков. Он населён, в основном, египетскими христианами — коптами, которые занимаются сбором мусора со всего города и сортировкой его для вторичного использования. Отходы находятся повсюду среди домов, на крышах и во дворах, распространяя по кварталу неприятный запах. Это семейный бизнес, который приносит его участникам довольно приличные, по местным меркам, доходы. В самой верхней точке квартала построен современный храмово-религиозный комплекс, богато украшенный и прекрасно оснащённый. Кафедральный собор, который расположен в пещере в толще скалы, вмещает до 20 тысяч прихожан.

## Транспорт
В Каире берут начало два трансафриканских шоссе:
1. Шоссе Каир-Кейптаун
2. Шоссе Каир-Дакар[англ.]

Во все города нижнего Египта и на Синай из Каира ходят междугородные автобусы. На городских улицах работает огромное количество такси и маршрутных микроавтобусов. На 18-миллионный Большой Каир приходилось (в мае 2008 года) лишь 9 светофоров. Раньше в Каире существовал троллейбус, а до недавнего времени — и трамвай. Каирский метрополитен в 1987 году стал первым в Африке и на Ближнем Востоке. С 1856 года действует каирский вокзал Рамзеса первой в Африке железнодорожной сети.
Действующий с 1945 года многотерминальный и многополосный Каирский международный аэропорт — хаб, один из самых загруженных на Ближнем Востоке и главный в стране. В городе есть речной порт и несколько пристаней для пассажирского, туристического и грузового судоходства по Нилу.

## Архитектурные памятники

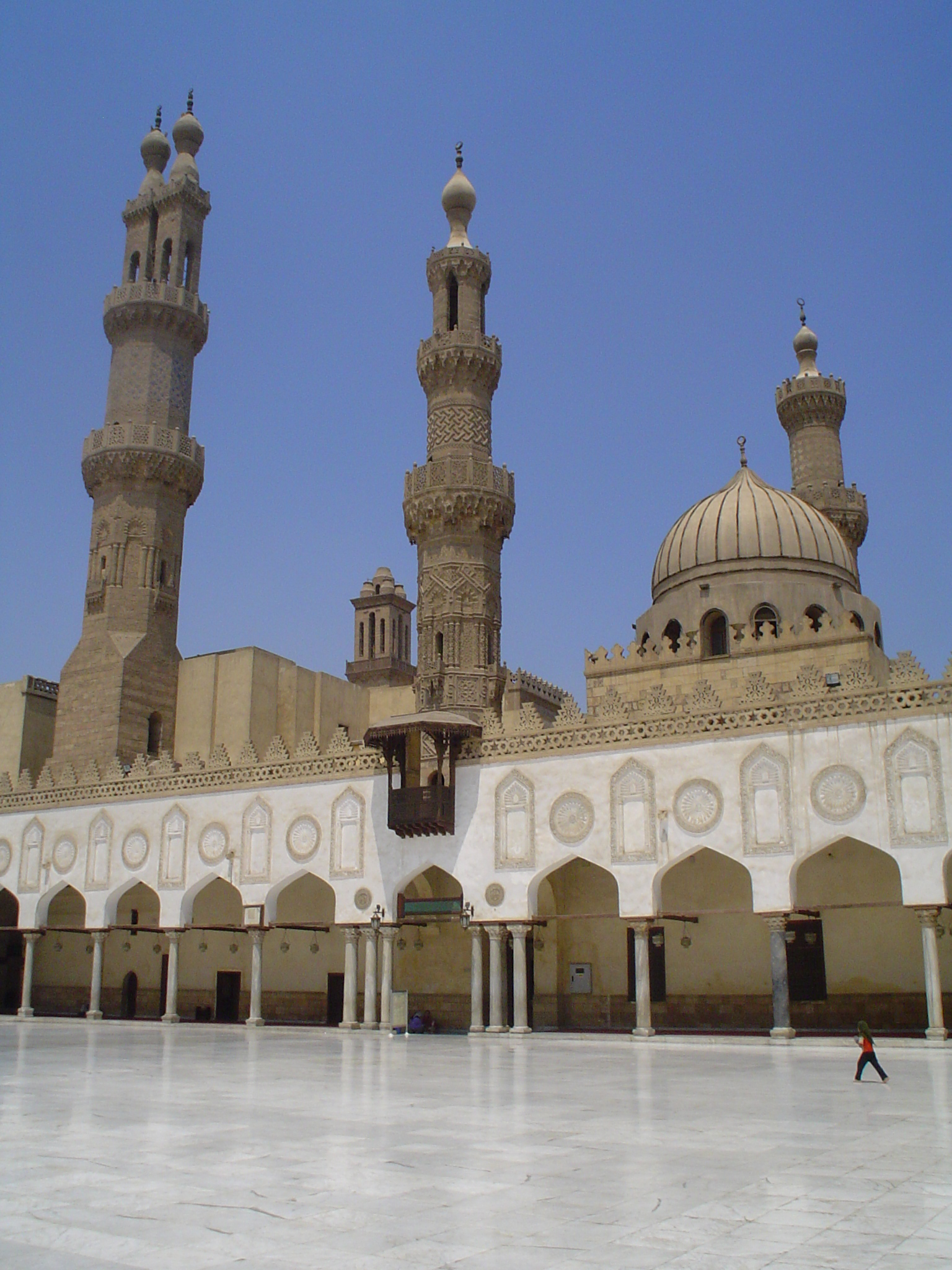
Мечеть аль-Азхар

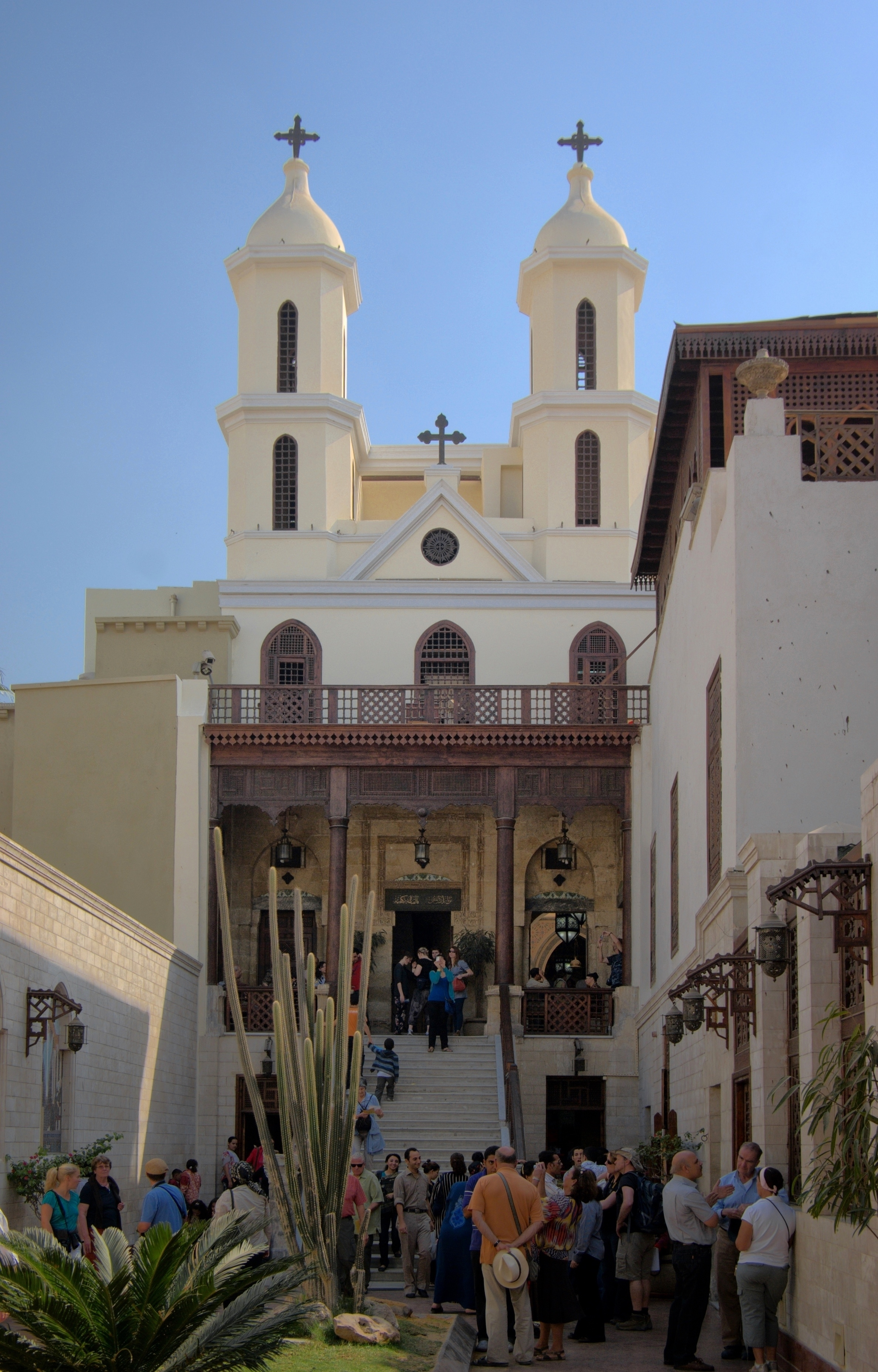
Коптская церковь Св. Марии (Аль-Муалляка)

До принятия египтянами ислама в Каире строили самые разнообразные строения. В Старом городе сохранились башня Вавилон Египетский, коптская Церковь Святой Марии III века, синагога Бен-Эзра IV века.
В Каире находится огромное количество исламских архитектурных памятников, в том числе старейшая африканская мечеть Амра ибн аль-Аса (641—642 годы), а также старейшая в Африке мечеть, сохранившаяся в оригинальном виде, Мечеть Ибн Тулуна (876—879). В городе есть собственная «Голубая мечеть», мечеть аль-Фатх с третьим в мире минаретом по высоте (1990). Национальная мечеть Египта, Мечеть аль-Азхар, была построена в Каире в 970—972 годы.
Множество каирских памятников возвели Фатимиды: помимо мечети аль-Азхар в их правление и в их стиле построены Мечеть аль-Хакима (990—1013 годы), Лулуа (1015), аль-Гуюши (1085 год), Мечеть аль-Хусейна, в которой погребён внук Мухаммеда, Хусейн ибн Али (1154), построенная без минарета Мечеть Акмар (1125), Мечеть ас-Салиха Талаи, выстроенная для погребения Хусейна ибн Али, но не ставшая его усыпальницей. Фатимиды также выстроили себе дворцовый комплекс. Айюбидский султан Салах ад-Дин отремонтировал городские стены и возвёл Каирскую цитадель.
Несмотря на преобладание мусульман, в Каире жили и христиане. В X веке были возведены греческие церковь и монастырь Святого Георгия и коптский Собор Святого Марка. В XI веке на острове Рода строят Каирский нилометр.
После того, как шиитов-Фатимидов сменил суннитский Мамлюкский султанат, стиль возводимых зданий изменился. Мамлюкский стиль широко представлен в современном Каире: при мамлюках Каир стал богатейшим городом, а сами они были глубоко религиозными правителями. При них в Каире построены Мечеть султана Бейбарса (1267—1269 годы), комплекс зданий Калауна (конец XIII века), мавзолей Санджара аль-Гавли (1304), Дворец Бештак (1334), медресе и мечеть ан-Насира Мухаммада (1303), Голубая мечеть (1347), Мечеть султана Хасана (1356—1363 годы) и Мечеть-медресе султана Баркука (1386), обе возведённые как медресе для обучения всем четырём суннитским мазхабам — Каир был крупным исламским образовательным центром, куда съезжались студенты со всего мира.
В 1382 году тюркскую мамлюкскую династию Бахритов сменили Бурджиты. Архитектурные памятники этого периода включают Мечеть Махмуда аль-Курди, известную своим нетипичным для того времени круглым минаретом (1395), мавзолей Каитбея (1474 год), мавзолей аш-Шафии (1211 год) и ханака Фараджа ан-Насира в Каирском некрополе, Мечеть аль-Ашраф (1424), мечеть аль-Муайяда (1415—1420 годы), Мечеть Тагрибирди (1440), мечеть, мавзолей и медресе султана аль-Гури (1503 год) и Мемориальный комплекс эмира Куркумаса (1507 год).
В 1517 году Египет завоевали османы, во время их 350-летнего правления в Каире появилось множество зданий в новом архитектурном стиле, вдохновлённом Византией. Первой стала мечеть Сулеймана-паши аль-Хадыма (1528), затем последовали мечеть Синана-паши (1571 год), мечеть аль-Махмудия (1567), мечеть Абу аль-Дахаба (1774), дом Зайнаб-Хатун (XVI век), дом Гамаль ал-Дина аз-Захаби (1637 год), дом эмира Ридван-бея (1655 год) и другие. Точное время строительства мечети ас-Сайеда Зейнаб неизвестно, однако она также изначально была выполнена в османском стиле. В 1616 году в Каире появилась ещё одна мамлюкская мечеть, Мечеть аль-Бурдайни, её построил богатый купец-араб, не имевший культурных связей с османами.
Краткий период французского владычества в Египте не оставил в Каире примечательных зданий. Следующий исторический период — время британского правления. При властителях династии Мухаммеда Али в Каире появилась одна из крупнейших в Каире мечеть Мухаммеда Али (1848), Египетский музей, Национальная библиотека и архив Египта, одни из первых публичных оперных театров в Африке Хедивская опера и Каирская опера. Властями Султаната Египет в период проведения националистической кампании напротив мечети султана Хасана была построена мечеть ар-Рифаи.
В оккупированном Британией Каире были построены Музей исламского искусства, Коптский музей, собравший богатейшую в мире коллекцию произведений коптского искусства, и Церковь святых Петра и Павла. В центре города была построена площадь Тахрир, Дворец Сакакини и рабочее место президента Египта Дворец Абдин.
Современные архитектурные достопримечательности включают Каирскую телебашню, Мемориал Неизвестного солдата, Музей Гайер-Андерсона, Детский музей.

## Образование
- Каирский университет
- Университет Айн-Шамс
- Университет аль-Азхар
- Американский университет в Каире

## Города-побратимы
- Штутгарт, Германия (1979)[20];

### Города-партнёры
- Париж, Франция (1992);
- Рим, Италия;

## Известные уроженцы
- Родившиеся в Каире

## Галерея

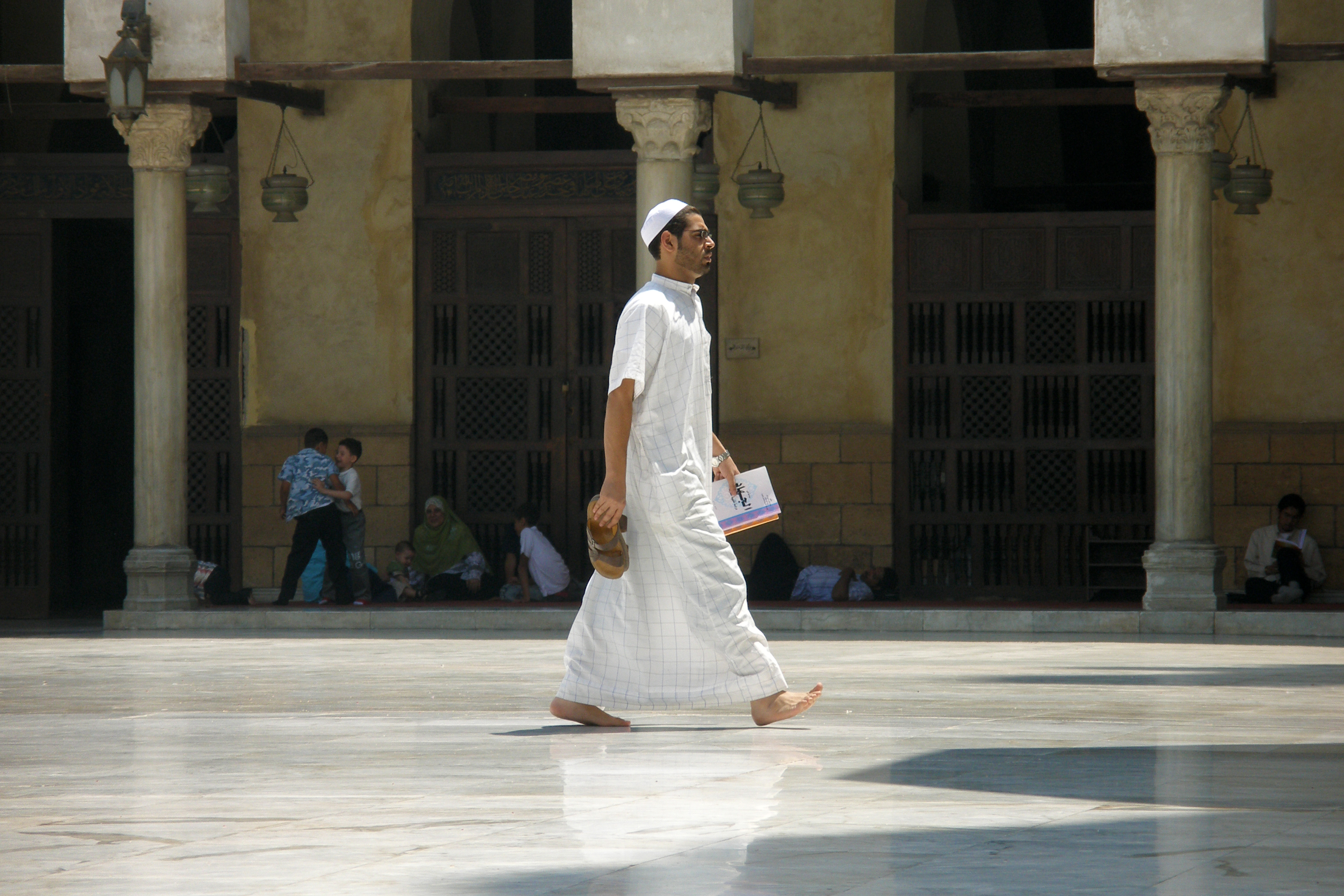
Каирский университет Аль-Азхар.
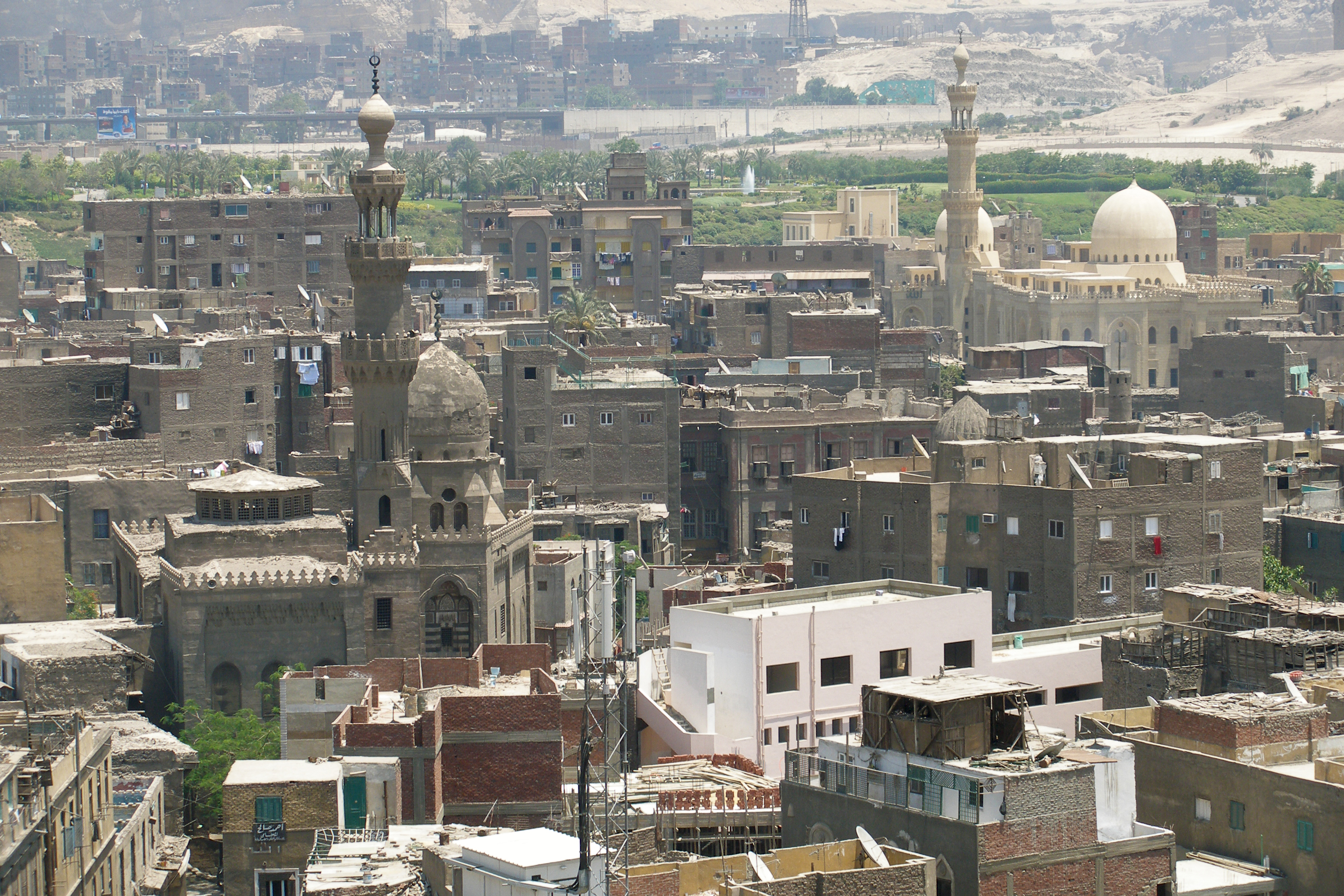
Панорама «средневекового» исламского Каира.
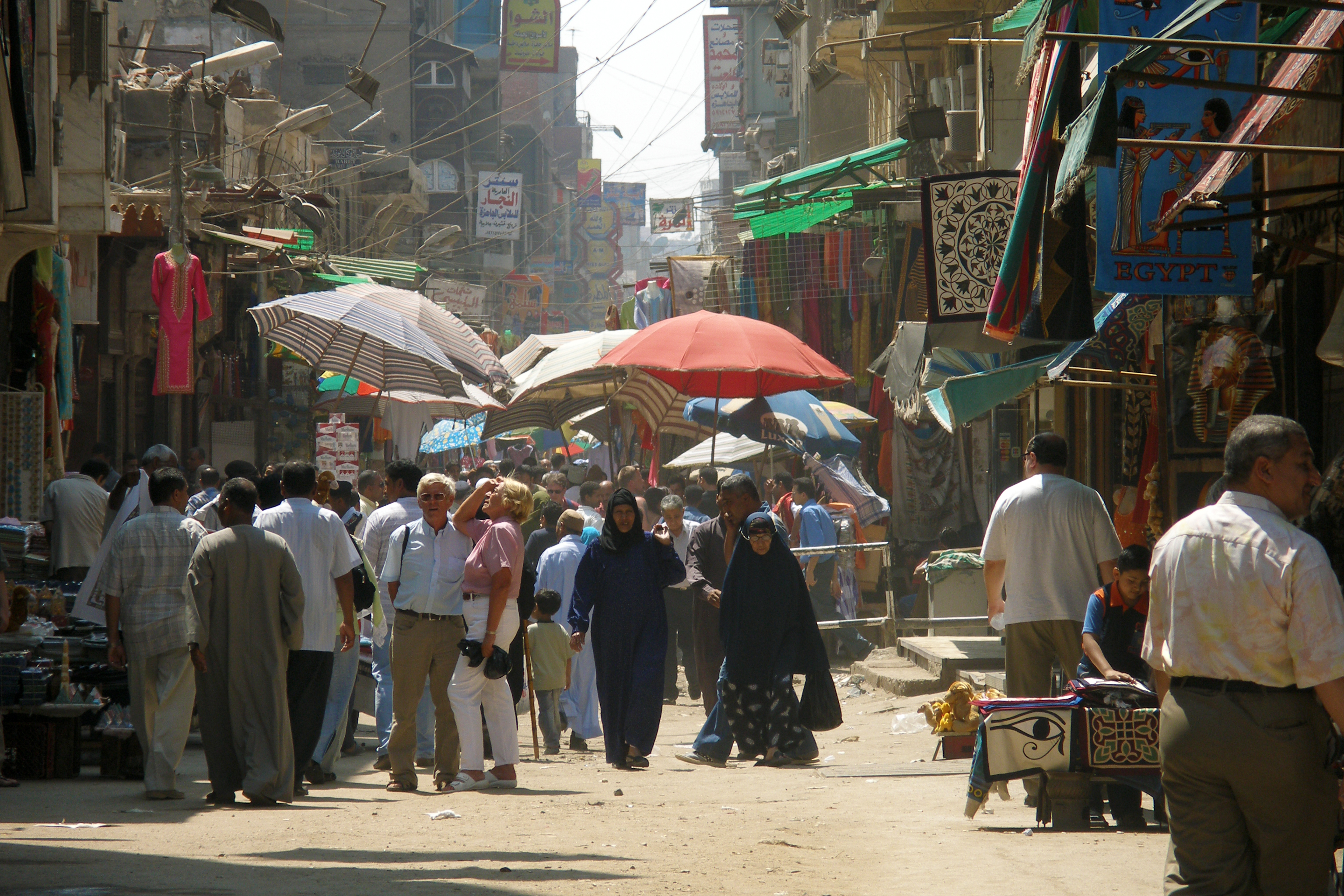
Рынок в центре города.
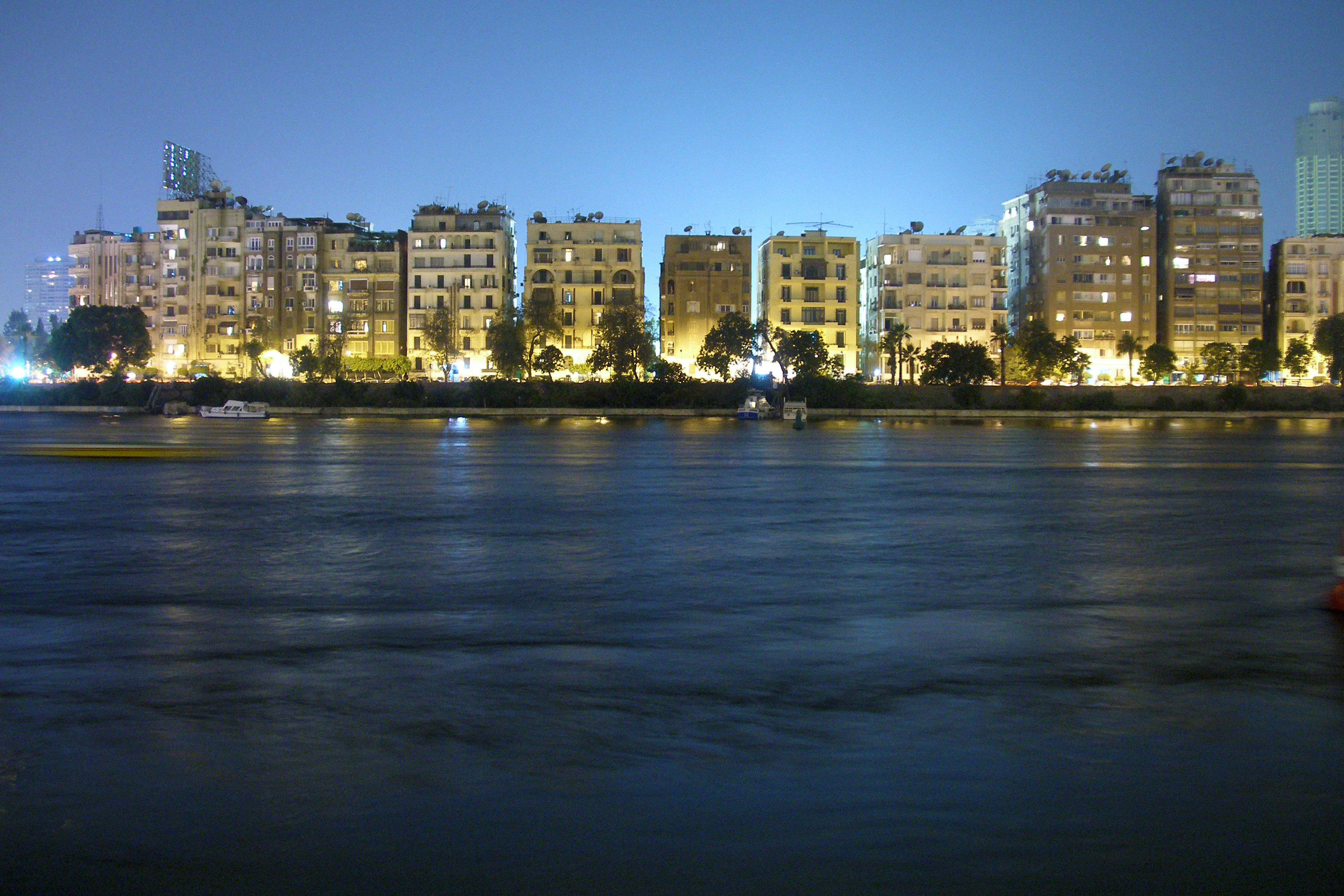
Огни острова Гезира, район Замалек.
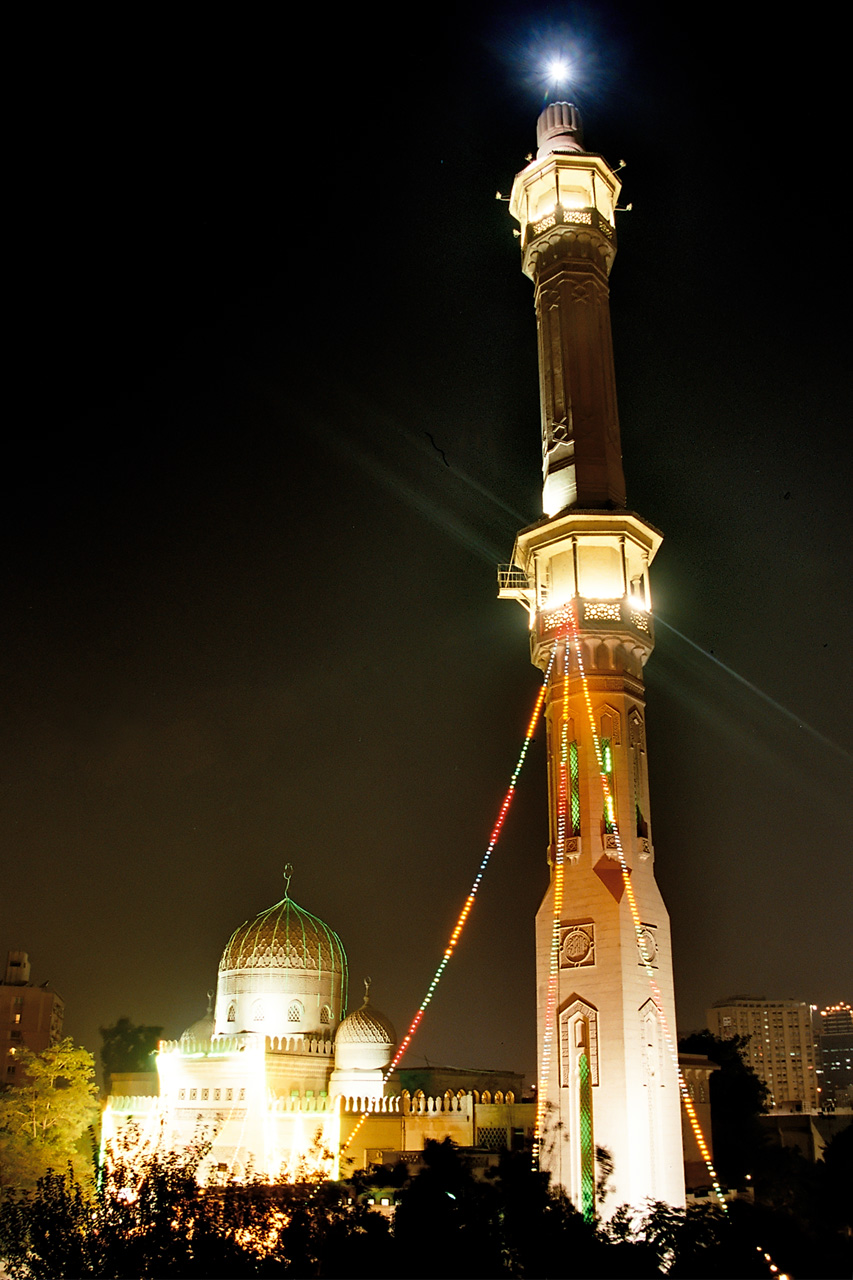
Мечеть в районе ал-Мухандисин ночью в месяц рамадан.
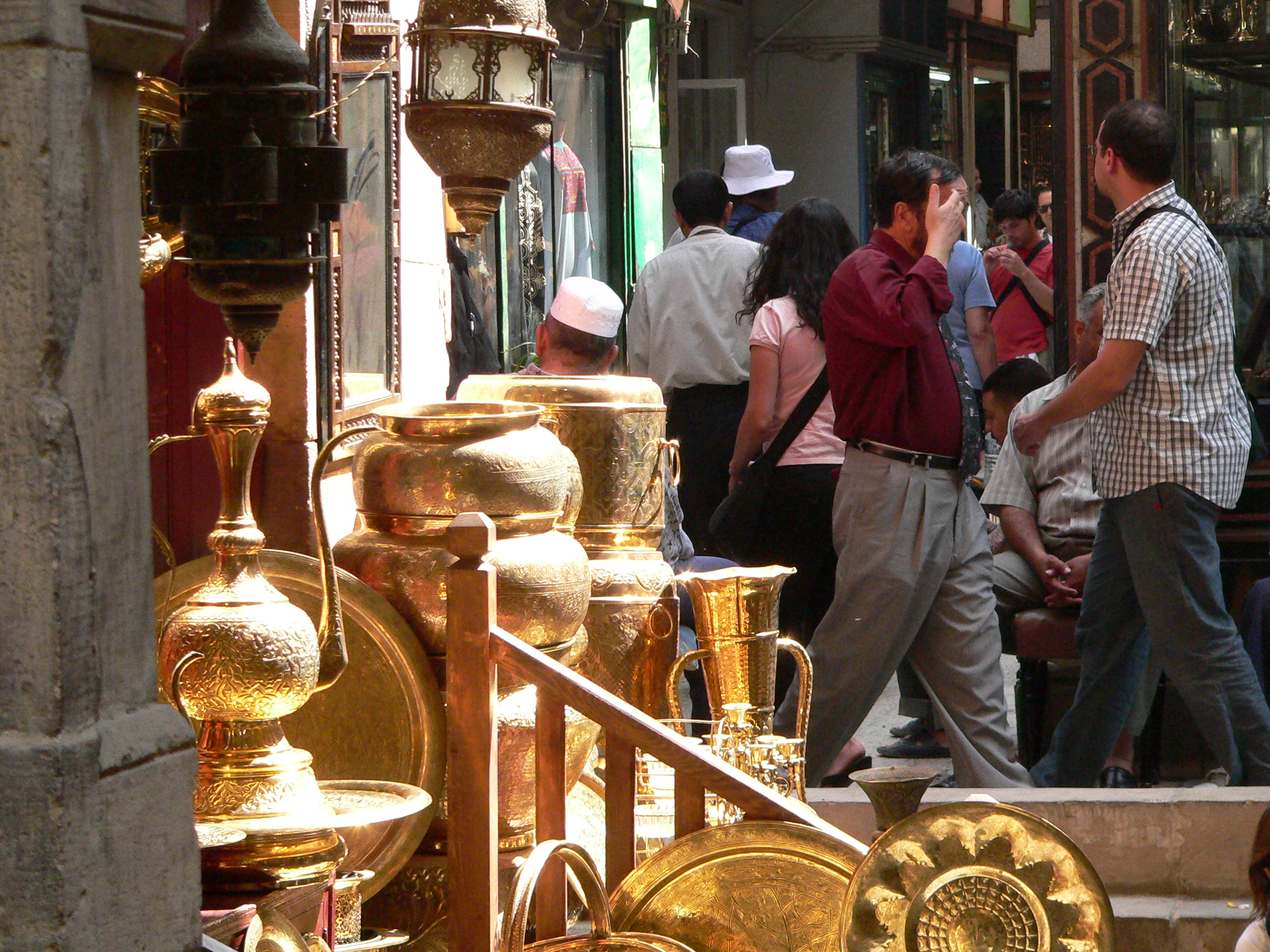
Центральный городской рынок в старом городе, Хан ал-Халили.